# Arco faríngeo
Durante o desenvolvimento embrionário surgem, por volta das 4 a 5 semanas (no Homem) uma série de estruturas chave para o desenvolvimento da cabeça e pescoço: os arcos faríngeos ou arcos branquiais. Contribuem assim decididamente para a aparência externa do embrião. Inicialmente eles consistem em segmentos de tecido mesenquimatoso separado pelas fendas branquiais. Simultaneamente, desenvolvem-se nas paredes laterais do intestino faríngeo as bolsas faríngeas. Estas penetram no mesênquima mas não estabelecem uma comunicação externa com as fendas.
Cada arco faríngeo consiste num centro de tecido mesenquimatoso coberto externamente por ectoderme e internamente por endoderme. Para além do mesênquima apresentam um componente muscular, nervoso e sangüíneo.

## 1º Arco
Único arco revestido totalmente por ectoderme (por sua posição anterior à membrana bucofaríngea), apresenta uma porção dorsal, o processo maxilar e uma ventral ou mandibular que contém a cartilagem de Meckel (que origina o martelo e a bigorna). Inervação da responsabilidade do nervo trigémio, origina os músculos da mastigação, o milo-hióideo, o ventre anterior do músculo digástrico, o tensor do véu palatino e o tensor do tímpano. Origina toda uma série de ossos da face.

## 2º Arco
A cartilagem do segundo arco (cartilagem de Reichert) origina o estribo, a apófise estiloide do osso temporal, o ligamento estilo-hióideo, e ventralmente o corno menor do osso hioide e a parte superior do corpo. Os músculos são o estapédio, estilo-hióideo, ventre posterior do digástrico, auriculares e da expressão facial. O nervo para o 2º arco é o facial.

## 3º Arco
A cartilagem deste arco origina a parte inferior do corpo do hioide e os cornos maiores. O músculo estilofaríngeo da responsabilidade do nervo glossofaríngeo. Este é o primeiro arco de anéis da traqueia que fica próximo da corda vocal superior.

## 4º e 6º Arcos
Originam as cartilagens da laringe. Os músculos do 4º arco (cricotireóideo, elevador do palato e constritores da faringe) são inervados pelo ramo laríngeo superior do nervo vago. Os músculos intrínsecos da laringe (6º arco) pelo nervo laríngeo recorrente, também ramo do vago.